# Atarba (Atarba) filicornis
Atarba (Atarba) filicornis is een tweevleugelige uit de familie steltmuggen (Limoniidae). De soort komt voor in het Australaziatisch gebied.